# 布尔高 (奥地利)
布尔高是奥地利施蒂利亚州菲尔斯滕费尔德县的一个市镇。总面积19.99平方公里，2001年总人口1,009人，人口密度50.5人/平方公里。